# Härjedalens domsaga
Härjedalens domsaga var en domsaga i Jämtlands län. Den bildades den 1 januari 1879 (enligt beslut den 7 juni 1878) genom delningen av Södra Jämtlands domsaga. Domsagan upplöstes den 1 januari 1971 i samband med tingsrättsreformen i Sverige. Domsagans område överfördes då till Svegs tingsrätt.
Domsagan lydde först under Svea hovrätt, men överfördes till domkretsen för hovrätten för Nedre Norrland när denna bildades den 1 januari 1948.

## Tingslag
Vid bildandet löd tre tingslag under domsagan, men detta antal minskades till två den 1 januari 1948 (enligt beslut den 10 juli 1947), när Svegs tingslag och Hede tingslag bildade Svegs och Hede tingslag. När domsagan upphörde 1971 löd således under den bara två tingslag.

### Från 1879
- Bergs tingslag
- Hede tingslag
- Svegs tingslag

### Från 1948
- Bergs tingslag
- Svegs och Hede tingslag

## Häradshövdingar
| Ämbetstid                       | Namn                         | Levnadstid |
| ------------------------------- | ---------------------------- | ---------- |
| 1879-1912                       | Julius Roman                 | 1843-1921  |
| 1913-1923                       | Johan Otto Schough           |            |
| 1923-1928                       | Torsten Knutsson Hummerhielm |            |
| 1928-1938                       | Harald Wullt                 |            |
| 1938-1949                       | Ernst Aderlund               |            |
| 1950-1960                       | Ivar Mankell                 | 1906-1972  |
| Vakant; tillförordnad 1964-1970 | Sven Arne Mannerstedt        |            |